# Eleições autárquicas de 2005 em Amarante

## Resultados do Concelho deAmarante
40 Freguesias
| Candidato                   | Partido      | votos | %    |
| Armindo José da Cunha Abreu | PS           | 15014 | 41 % |
| Luís Ramos                  | PPD/PSD      | 9187  | 26 % |
| António Duarte              | PCP-PEV      | 451   | 1 %  |
| Hugo Silva                  | B.E.         | 428   | 1 %  |
| Avelino Ferreira Torres     | independente | 9881  | 28 % |

## Resultados por Freguesia

### Assembleia de Freguesia

#### Cepelos (Amarante)
| Candidato       | Partido      | votos | %    |
| Américo Ribeiro | PS           | 773   | 68 % |
| ?               | PPD/PSD      | 142   | 13 % |
| ?               | PCP-PEV      | 15    | 1 %  |
| ?               | B.E.         | 24    | 2 %  |
| ?               | independente | 159   | 14 % |

#### Lomba
| Candidato         | Partido      | votos | %    |
| ?                 | PS           | 148   | 24 % |
| Paulo Vasconcelos | PPD/PSD      | 344   | 56 % |
| ?                 | independente | 111   | 18 % |

#### Madalena (Amarante)
| Candidato      | Partido      | votos | %    |
| Carlos Pereira | PS           | 511   | 46 % |
| ?              | PPD/PSD      | 255   | 23 % |
| ?              | PCP-PEV      | 25    | 2 %  |
| ?              | B.E.         | 26    | 2 %  |
| ?              | independente | 278   | 25 % |

#### São Gonçalo (Amarante)
| Candidato       | Partido      | votos | %    |
| Joaquim Correia | PS           | 1766  | 49 % |
| ?               | PPD/PSD      | 732   | 20 % |
| ?               | PCP-PEV      | 196   | 5 %  |
| ?               | B.E.         | 362   | 10 % |
| ?               | independente | 492   | 14 % |

#### São Simão de Gouveia
| Candidato        | Partido      | votos | %    |
| Eduardo Pinheiro | PS           | 186   | 39 % |
| ?                | PPD/PSD      | 171   | 36 % |
| ?                | independente | 103   | 22 % |